# Netelia luteola
Netelia luteola là một loài tò vò trong họ Ichneumonidae.